# Venette
Venette – miejscowość i gmina we Francji, w regionie Hauts-de-France, w departamencie Oise.
Według danych na rok 1990 gminę zamieszkiwało 2400 osób, a gęstość zaludnienia wynosiła 284 osoby/km² (wśród 2293 gmin Pikardii Venette plasuje się na 108. miejscu pod względem liczby ludności, natomiast pod względem powierzchni na miejscu 570.).